# Alfred-Maurice Cazaud
Alfred-Maurice Cazaud, francoski general, * 24. september 1893, Montferrier, † 5. april 1970, Rigautou.